# Hapalopsittaca amazonina
Hapalopsittaca amazonina là một loài chim trong họ Psittacidae.
Loài chim này được tìm thấy ở Colombia và Venezuela. Môi trường sống tự nhiên của nó là các khu rừng ẩm ướt nhiệt đới hoặc cận nhiệt đới và vùng cây bụi nhiệt đới hoặc cận nhiệt đới. Nó bị đe dọa do mất môi trường sống.